# Hwasong-5
El Hwasong-5 (coreano: 화성 5; Hanja: 火星 5) es un misil balístico táctico de Corea del Norte derivado del misil soviético R-17 Elbrus. Es uno de varios misiles con el nombre de informe de la OTAN Scud.

## Exportaciones
En 1985, Irán adquirió entre 90 y 100 misiles Hwasong-5 de Corea del Norte en un acuerdo valorado en 500 millones de dólares. Como parte del acuerdo, Corea del Norte acordó una transferencia de tecnología de misiles y ayudó a Irán a establecer una línea de producción. En Irán, el Hwasong-5 se produjo como Shahab-1.
Los Emiratos Árabes Unidos compraron varios misiles Hwasong-5 en 1989. Los misiles fueron dados de baja, supuestamente debido a su calidad insatisfactoria.
En 2008, Corea del Norte realizó una transferencia de tecnología con Myanmar. En diciembre de 2006, la prensa surcoreana informó que Daewoo firmó un acuerdo con el gobierno de Myanmar en mayo de 2002 para construir una fábrica de armas en la región de Bago, por un valor de 133,8 millones de dólares. Algunos analistas creen que este acuerdo incluía el suministro de algunas piezas para el desarrollo de misiles en Myanmar. En 2014, China confirmó a los observadores de la ONU que se habían encontrado varillas de aleación relacionadas con misiles balísticos de fabricación norcoreana con destino a Myanmar en un barco atracado en China.